# Старобіктово
Старобі́ктово (рос. Старобиктово, башк. Иҫке Бейектау) — присілок у складі Ілішевського району Башкортостану, Росія. Входить до складу Новомедведевської сільської ради.
Населення — 63 особи (2010; 66 у 2002).
Національний склад:
- башкири — 98 %